# Röthenbacher Hütte
Die Röthenbacher Hütte ist eine Schutzhütte der Sektion Röthenbach des Deutschen Alpenvereins (DAV). Sie liegt in der Hersbrucker Schweiz in Deutschland. Es handelt sich um eine Selbstversorgerhütte ohne Bewirtschaftung.

## Geschichte
Die Sektion in Röthenbach an der Pegnitz wurde 1950 gegründet. Die Röthenbacher Hütte wurde von 1949 bis 1952 erbaut und am 8. Juni 1952 feierlich eröffnet.

## Lage
Die Röthenbacher Hütte liegt auf einer Höhe von 479 m ü. NHN in der Hersbrucker Schweiz, bei Lehendorf einem Ortsteil von Etzelwang.

## Zustieg
- Es existiert ein Parkplatz nur 100 m von der Hütte entfernt.[3]

## Nachbarhütten
- Düsselbacher Hütte der Sektion Schwabach.
- Falkenberghaus der Sektion Erlangen.
- Angfeldhütte der Sektion Sulzbach-Rosenberg.[4]

## Tourenmöglichkeiten
- Von Hunas nach Etzelwang und über Knappen- und Brennberg zurück, 12,4 km, 3,5 Std.[5]

## Klettermöglichkeiten
- Etzelwanger Wand 01 – Linker Teil, 6–10 m. Die Kletteranlage verfügt über 7 Routen, bis zum 8.- Schwierigkeitsgrad.
- Etzelwanger Wand 02 – Rechter Teil, 10–12 m. Die Kletteranlage verfügt über 13 Routen, bis zum 9.- Schwierigkeitsgrad.[6]

## Karten
- Fritsch Karten: Nr. 65, Naturpark Fränkische Schweiz. ISBN 3-86116-065-X
Nr. 53, Blatt Süd, Veldensteiner Forst, Hersbrucker Alb. ISBN 3-86116-053-6
Nr. 72, Hersbrucker Alb in der Frankenalb, Pegnitz- und Hirschbachtal. ISBN 3-86116-072-2.